# Karel Sabina
Karel Sabina (Praga, 1813 – 1877) è stato uno scrittore ceco.
Nel 1848 aderì alla rivoluzione antiasburgica e fu per questo condannato alla pena capitale, ma venne graziato e rinchiuso in fortezza fino al 1857. Nel 1859 diventò uno dei più fedeli informatori della polizia repressiva e per questo dovette allontanarsi dalla natia Boemia.
La sua opera si divide in una prima parte, a cui risalgono i volumi Poesie (1841) e Il becchino (1844), caratterizzata da un acuto patriottismo e da un senso ironico della vita. Dopo la pena subita, divenne più attento ai problemi della società e fu anche apprezzato librettista. A questo periodo risalgono Nel deserto (1863) e il libretto La sposa venduta (1866).